# Сніговий карниз

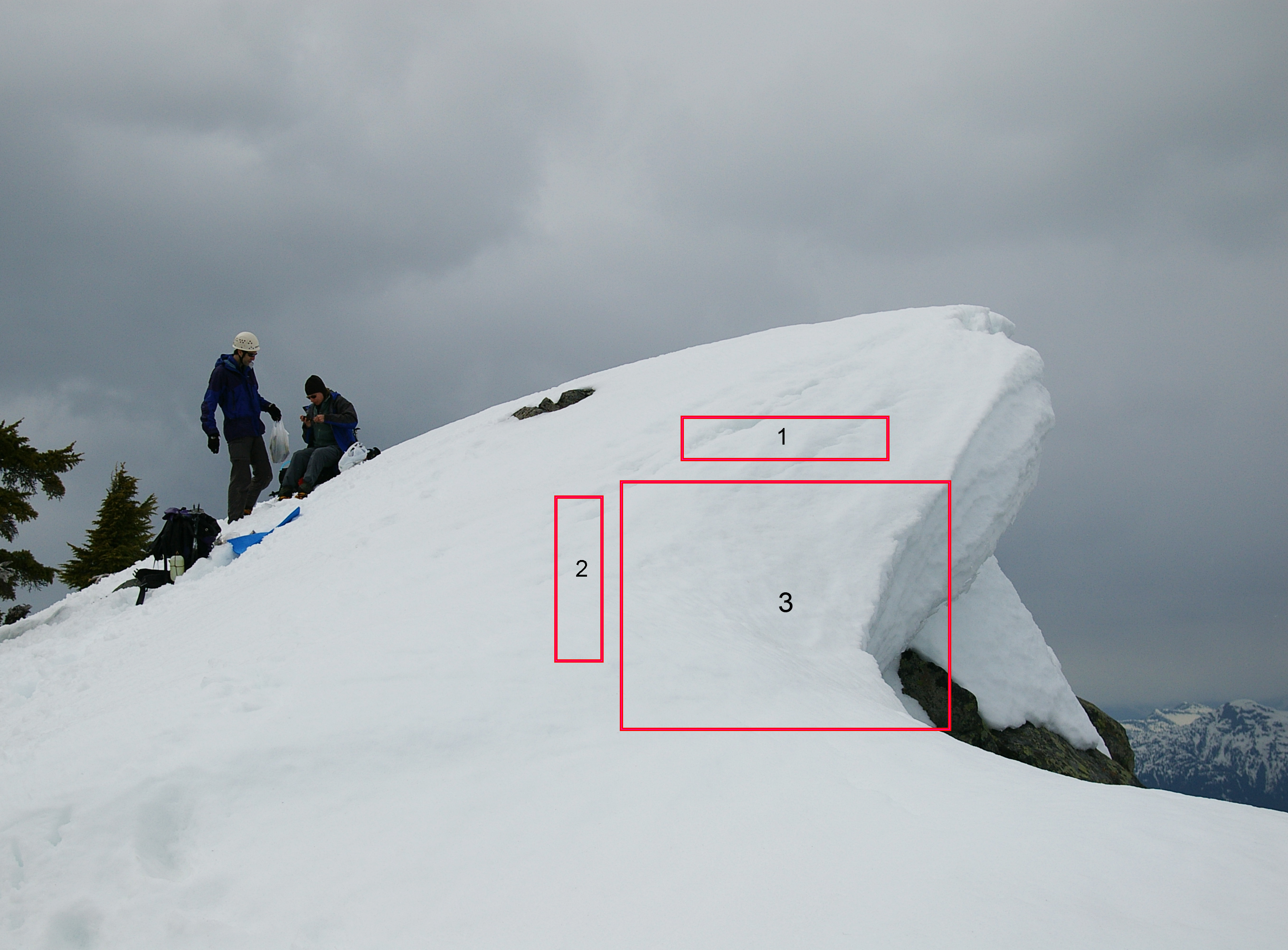
Сніговий карниз: 1 — тріщини, що утворилися перед відривом карниза; 2 — лінія відриву (обмежує частину карниза, що залишилася на гребені); 3 — частина карниза, що відірвалася незабаром після того як був зроблена світлина

Снігові карнизи на Безенгійській стіні. Вид з Безенгійського льодовика.

Група українських гірських туристів на сніговому карнизі перевалу Верхній Цанер. Кавказ. Безенгійська стіна.

Сніговий карниз — снігові утворення під впливом вітру, як правило, в горах: на гребені, на вершині. Снігові карнизи утворюються внаслідок постійного перенесення снігу з навітряного боку в підвітряний бік.
Карнизи, які утворюються на гребені гори, становлять небезпеку як для людини, що йде по гребеню, так і знаходиться нижче гребеня, під карнизом .
При ходьбі по гребеню, якщо вийти або наступити за лінію відриву карниза, то під впливом ваги людини карниз може обрушитися разом з людиною. Саме так загинув один з найсильніших альпіністів Герман Буль.
При знаходженні під карнизом також є небезпека обвалення карниза під впливом зміни температури або зовнішнього впливу. Карниз, що обвалився, захоплює за собою маси снігу і утворює  лавину. Так загинув під лавиною на Аннапурна радянський альпініст Анатолій Букрєєв.
У місцях катання на  гірських лижах і сноуборді лавинні служби стежать за станом карнизів, якщо є небезпека їх обвалення на  гірськолижну трасу. Іноді з метою профілактики їх заздалегідь обвалюють за допомогою вибухів.

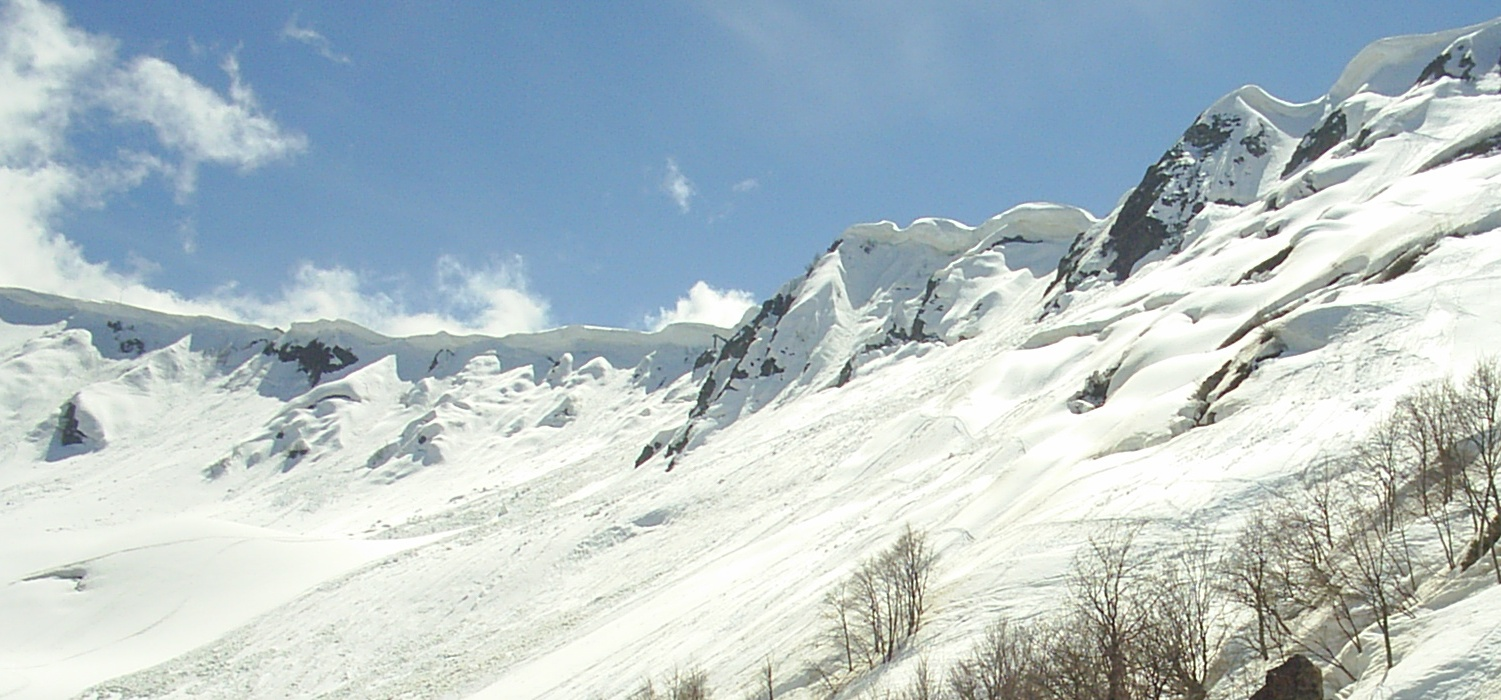
Снігові карнизи на гребені хребта Аібга в районі гірськолижних трас Альпіка-Сервіс